# 営苑南路駅
営苑南路駅（えいえんなんろえき、中文表記: 营苑南路站）は、中華人民共和国江蘇省南京市に建設中の南京地下鉄6号線の駅である。

## 歴史
- 2019年12月28日: 着工[1]。

## 隣の駅
南京地下鉄
■ 6号線
万寿駅 - 営苑南路駅 - 紅山新城駅